# ذيسان (بلاد الروس)
ذيسان هي إحدى قرى عزلة الربع الشرقي بمديرية بلاد الروس التابعة لمحافظة صنعاء، بلغ تعداد سكانها 1318 نسمة حسب تعداد اليمن لعام 2004. وتعد قبيلة الليساني أكبر القبائل الهاشمية الموجوة فيها